# Mišjak Mali
Koordinati:   43°40′11″N, 15°45′32″E
Mišjak Mali je nenaseljen otoček šibeniškega arhipelaga v srednji Dalmaciji.
Mišjak Mali leži okoli 0,5 km vzhodno od otočka Mišjak Veli in okoli 1,5 km južno od Zmajana.  Njegova površina meri 0,32 km², dolžina obalnega pasu je 2,45 km. Najvišji vrh je visok 36 mnm.